# Leichtathletik-Länderkampf der Männer 1963 BR Deutschland – Finnland
| 11. Leichtathletik-Länderkampf mit bundesdeutscher Beteiligung 1963 | 11. Leichtathletik-Länderkampf mit bundesdeutscher Beteiligung 1963 |
| ------------------------------------------------------------------- | ------------------------------------------------------------------- |
|                                                                     |                                                                     |
| Ländervergleich der Männer: BR Deutschland – Finnland               |                                                                     |
| Austragungsort                                                      | Bremen                                                              |
| Wettbewerbe                                                         | 20                                                                  |
| Datum                                                               | 28./29. September 1963                                              |
| 1. FRG 2. FIN                                                       | 131 Punkte 081 Punkte                                               |
| Chronik                                                             |                                                                     |
| ← NOR-FRG (M)                                                       | FRG-FRA-SUI 10kampf (M) →                                           |

Im elften Vergleich des Länderkampfjahres 1963 trafen die bundesdeutschen Männer nach sechs Jahren wieder einmal auf Finnland. Die Begegnung fand am 28./29. September in Bremen statt. In den vorangegangenen acht Länderkämpfen hatte es meist enge Resultate gegeben, Deutschland hatte fünf Siege auf seinem Konto, Finnland zwei.

## Wettbewerbe und Modus
Auf dem Programm standen die bei Länderkämpfen üblichen zwanzig Disziplinen. Aus dem olympischen Wettbewerbskatalog fehlten nur der Marathonlauf, die beiden Gehdisziplinen und der Zehnkampf. Die Wertung erfolgte in allen Disziplinen nach dem Standardsystem.

## Ergebnis
Die engen Resultate der früheren Vergleiche zwischen den beiden Ländern fanden hier keine Fortsetzung. Die Bundesrepublik Deutschland erwies sich in Bremen in allen Bereichen deutlich überlegen. Das Team gewann acht Laufwettbewerbe, für Finnland blieben in dieser Kategorie zwei Siege. Beide Staffeln gingen an Deutschland. In den Sprüngen sowie den Wurf-/Stoßdisziplinen entschieden die bundesdeutschen Leichtathleten je drei Disziplinen für sich, die Finnen je eine. So gab es in diesem Wettkampf mit 131 zu 81 Punkten einen klaren bundesdeutschen Sieg.

## Resultate

### 100 m
| Platz | Athlet           | Land | Zeit (s) |
| ----- | ---------------- | ---- | -------- |
| 1     | Dieter Enderlein | FRG  | 10,2     |
| 2     | Alfred Hebauf    | FRG  | 10,2     |
| 3     | Pauli Ny         | FIN  | 10,4     |
| 4     | Börje Strand     | FIN  | 10,7     |

Datum: 28. September
Wind: +2,65 m/s

### 200 m
| Platz | Athlet         | Land | Zeit (s) |
| ----- | -------------- | ---- | -------- |
| 1     | Heinz Schumann | FRG  | 21,1     |
| 2     | Klaus Ulonska  | FRG  | 21,3     |
| 3     | Börje Strand   | FIN  | 21,6     |
| 4     | Pentti Eskola  | FIN  | 21,8     |

Datum: 29. September

### 400 m
| Platz | Athlet             | Land | Zeit (s) |
| ----- | ------------------ | ---- | -------- |
| 1     | Jens Ulbricht      | FRG  | 48,3     |
| 2     | Hans-Joachim Reske | FRG  | 48,4     |
| 3     | Matti Honkanen     | FIN  | 48,8     |
| 4     | Reijo Salonen      | FIN  | 50,1     |

Datum: 28. September

### 800 m
| Platz | Athlet            | Land | Zeit (min) |
| ----- | ----------------- | ---- | ---------- |
| 1     | Manfred Kinder    | FRG  | 1:49,0     |
| 2     | Arnd Krüger       | FRG  | 1:49,7     |
| 3     | Pekka Juutilainen | FIN  | 1:50,0     |
| 4     | Erkki Niemelä     | FIN  | 1:51,3     |

Datum: 28. September

### 1500 m
| Platz | Athlet              | Land | Zeit (min) |
| ----- | ------------------- | ---- | ---------- |
| 1     | Olavi Salonen       | FIN  | 3:57,6     |
| 2     | Harald Norpoth      | FRG  | 3:58.0     |
| 3     | Heinz-Gerd Döhrmann | FRG  | 4:00,1     |
| 4     | Toivo Jauhanen      | FIN  | 4:05,3     |

Datum: 29. September

### 5000 m
| Platz | Athlet             | Land | Zeit (min) |
| ----- | ------------------ | ---- | ---------- |
| 1     | Reijo Höykinpuro   | FIN  | 14:22,0    |
| 2     | Horst Flosbach     | FRG  | 14:22,6    |
| 3     | Simo Saloranta     | FIN  | 14:36,2    |
| 4     | Günther Nordhausen | FRG  | 14:45,2    |

Datum: 28. September

### 10.000 m
| Platz | Athlet            | Land | Zeit (min) |
| ----- | ----------------- | ---- | ---------- |
| 1     | Peter Kubicki     | FRG  | 30:19,8    |
| 2     | Taisto Teräväinen | FIN  | 30:21,2    |
| 3     | Jouko Kuha        | FIN  | 30:41,4    |
| 4     | Gottfried Arnold  | FRG  | 32:46.4    |

Datum: 29. September
Gottfried Arnold verletzte sich, lief aber ins Ziel.

### 110 m Hürden
| Platz | Athlet           | Land | Zeit (s) |
| ----- | ---------------- | ---- | -------- |
| 1     | Klaus Willimczik | FRG  | 14,3     |
| 2     | Klaus Gerbig     | FRG  | 14,4     |
| 3     | Juhani Vuori     | FIN  | 14,6     |
| 4     | Raimo Asiala     | FIN  | 14,8     |

Datum: 28. September

### 400 m Hürden
| Platz | Athlet          | Land | Zeit (s) |
| ----- | --------------- | ---- | -------- |
| 1     | Ferdinand Haas  | FRG  | 51,1     |
| 2     | Helmut Janz     | FRG  | 51,3     |
| 3     | Hannu Ehoniemi  | FIN  | 52,0     |
| 4     | Jaakko Tuominen | FIN  | 52,3     |

Datum: 29. September

### 3000 m Hindernis
| Platz | Athlet            | Land | Zeit (min) |
| ----- | ----------------- | ---- | ---------- |
| 1     | Ludwig Müller     | FRG  | 9:05,4     |
| 2     | Manfred Letzerich | FRG  | 9:07,8     |
| 3     | Ilmari Kurkivuori | FIN  | 9:07,8     |
| 4     | Esko Sirén        | FIN  | 9:10,2     |

Datum: 29. September

### 4 × 100 m Staffel
| Platz | Besetzung      | Land                                                             | Zeit (s) |
| ----- | -------------- | ---------------------------------------------------------------- | -------- |
| 1     | BR Deutschland | Klaus Ulonska Alfred Hebauf Dieter Enderlein Friedrich Roderfeld | 40,2     |
| 2     | Finnland       | Börje Strand Pentti Eskola Erik Gustafsson Pauli Ny              | 41,1     |

Datum: 28. September

### 4 × 400 m Staffel
| Platz | Besetzung      | Land                                                               | Zeit (min) |
| ----- | -------------- | ------------------------------------------------------------------ | ---------- |
| 1     | BR Deutschland | Jürgen Kalfelder Jens Ulbricht Johannes Schmitt Hans-Joachim Reske | 3:14,6     |
| 2     | Finnland       | Pekka Juutilainen Reijo Salonen Hannu Ehoniemi Matti Honkanen      | 3:19,6     |

Datum: 29. September

### Hochsprung
| Platz | Athlet                | Land | Höhe (m) |
| ----- | --------------------- | ---- | -------- |
| 1     | Ralf Drecoll          | FRG  | 1,98     |
| 2     | Henrik Hellén         | FIN  | 1,98     |
| 3     | Wolfgang Schillkowski | FRG  | 1,95     |
| 4     | Pentti Lantti         | FIN  | 1,90     |

Datum: 29. September

### Stabhochsprung
| Platz | Athlet             | Land | Höhe (m) |
| ----- | ------------------ | ---- | -------- |
| 1     | Klaus Lehnertz     | FRG  | 4,70     |
| 2     | Wolfgang Reinhardt | FRG  | 4,50     |
| 3     | Pentti Nikula      | FIN  | 4,40     |
| 3     | Kauko Nyström      | FIN  | 4,40     |

Datum: 28. September

### Weitsprung
| Platz | Athlet         | Land | Weite (m) |
| ----- | -------------- | ---- | --------- |
| 1     | Pentti Eskola  | FIN  | 7,99      |
| 2     | Wolfgang Klein | FRG  | 7,85      |
| 3     | Aarre Asiala   | FIN  | 7,53      |
| 4     | Josef Freund   | FRG  | 7,37      |

Datum: 28. September

### Dreisprung
| Platz | Athlet            | Land | Weite (m) |
| ----- | ----------------- | ---- | --------- |
| 1     | Hans-Jörg Müller  | FRG  | 15,42     |
| 2     | Youko Laitinen    | FIN  | 15,41     |
| 3     | Heinrich Fröhling | FRG  | 15,26     |
| 4     | Asko Ruuskanen    | FIN  | 15,25     |

Datum: 29. September

### Kugelstoßen
| Platz | Athlet               | Land | Weite (m) |
| ----- | -------------------- | ---- | --------- |
| 1     | Heinfried Birlenbach | FRG  | 18,25     |
| 2     | Matti Yrjölä         | FIN  | 17,89     |
| 3     | Seppo Simola         | FIN  | 17,77     |
| 4     | Dietrich Urbach      | FRG  | 17,52     |

Datum: 29. September

### Diskuswurf
| Platz | Athlet             | Land | Weite (m) |
| ----- | ------------------ | ---- | --------- |
| 1     | Pentti Repo        | FIN  | 55,88     |
| 2     | Niilo Hangavaara   | FIN  | 55,16     |
| 3     | Jens Reimers       | FRG  | 54,85     |
| 4     | Ferdinand Schladen | FRG  | 50.14     |

Datum: 28. September

### Hammerwurf
| Platz | Athlet              | Land | Weite (m) |
| ----- | ------------------- | ---- | --------- |
| 1     | Hans Fahsl          | FRG  | 62,24     |
| 2     | Pekka Salonen       | FIN  | 59,86     |
| 3     | Siegfried Perleberg | FRG  | 59,67     |
| 4     | Kalevi Horppu       | FIN  | 58,92     |

Datum: 28. September

### Speerwurf
| Platz | Athlet            | Land | Weite (m) |
| ----- | ----------------- | ---- | --------- |
| 1     | Hermann Salomon   | FRG  | 74,22     |
| 2     | Heinrich Zametzer | FRG  | 74,08     |
| 3     | Paavo Niemelä     | FIN  | 71,72     |
| 4     | Väinö Kuisma      | FIN  | 70,87     |

Datum: 29. September

## Weblink
- TULOKSET: Maaottelu GFR-FIN, Bremen GFR, 28.–29.9.1963, Freundschaftsländerkampf GER-FIN, Bremen, 28.–29.9.1963 (finnisch), abgerufen am 19. September 2024